# Route d'Occitanie 2020
De 44e editie van de wielerwedstrijd Route d'Occitanie vond in 2020 plaats van 1 tot en met 4 augustus in de Franse regio Occitanie. De start is in Saint-Affrique de finish in Rocamadour. De ronde maakt deel uit van de UCI Europe Tour 2020, in de categorie 2.1. De Colombiaan Egan Bernal won de wedstrijd.

## Deelname
Er gingen acht UCI World Tour-ploegen, negen UCI ProTeams, en vier continentale teams van start, met maximaal zeven renners.
| WorldTour                                                           | WorldTour                                               | ProTeam | ProTeam                                                                                       | Continentaal                                                                          |
| ------------------------------------------------------------------- | ------------------------------------------------------- | --- | --------------------------------------------------------------------------------------------- | ------------------------------------------------------------------------------------- |
| Team INEOS AG2R La Mondiale Cofidis, Solutions Crédits Groupama-FDJ | Astana Pro Team Bahrain McLaren Trek-Segafredo CCC Team | Bardiani-CSF-Faizanè B&B Hotels-Vital Concept p/b KTM Arkéa-Samsic Total Direct Energie Circus-Wanty-Gobert | Caja Rural-Seguros RGA Euskaltel-Euskadi NIPPO DELKO One Provence Riwal-Readynez Cycling Team | Saint Michel-Auber 93 Bike Aid Natura4Ever-Roubaix-Lille Métropole Equipo Kern Pharma |

## Etappe-overzicht
| Etappe | Datum      | Start          | Finish              | Type      | Afstand  | Winnaar          | Klassementsleider |
| ------ | ---------- | -------------- | ------------------- | --------- | -------- | ---------------- | ----------------- |
| 1      | 1 augustus | Saint-Affrique | Cazouls-lès-Béziers | Heuvelrit | 187 km   | Bryan Coquard    | Bryan Coquard     |
| 2      | 2 augustus | Carcassonne    | Cap Découverte      | Heuvelrit | 174,5 km | Sonny Colbrelli  | Bryan Coquard     |
| 3      | 3 augustus | Saint-Gaudens  | Col de Beyrède      | Bergrit   | 163,5 km | Egan Bernal      | Egan Bernal       |
| 4      | 4 augustus | Lectoure       | Rocamadour          | Heuvelrit | 195 km   | Benoît Cosnefroy | Egan Bernal       |

## Klassementenverloop
| Etappe       | Winnaar          | Algemeen klassement · | Puntenklassement · | Bergklassement · | Jongerenklassement · | Ploegenklassement           |
| ------------ | ---------------- | --------------------- | ------------------ | ---------------- | -------------------- | --------------------------- |
| 1            | Bryan Coquard    | Bryan Coquard         | Bryan Coquard      | Andreas Kron     | Andreas Kron         | AG2R La Mondiale            |
| 2            | Sonny Colbrelli  | Bryan Coquard         | Bryan Coquard      | Andreas Kron     | Michał Paluta        | Riwal-Readynez Cycling Team |
| 3            | Egan Bernal      | Egan Bernal           | Bryan Coquard      | Lilian Calmejane | Egan Bernal          | Groupama-FDJ                |
| 4            | Benoît Cosnefroy | Egan Bernal           | Egan Bernal        | Lilian Calmejane | Egan Bernal          | Trek-Segafredo              |
| 0Eindstanden | 0Eindstanden     | Egan Bernal           | Egan Bernal        | Lilian Calmejane | Egan Bernal          | Trek-Segafredo              |

1977 · 1978 · 1979 · 1980 · 1981 · 1982 · 1983 · 1984 · 1985 · 1986 · 1987 · 1988 · 1989 · 1990 · 1991 · 1992 · 1993 · 1994 · 1995 · 1996 · 1997 · 1998 · 1999 · 2000 · 2001 · 2002 · 2003 · 2004 · 2005 · 2006 · 2007 · 2008 · 2009 · 2010 · 2011 · 2012 · 2013 · 2014 · 2015 · 2016 · 2017 · 2018 · 2019 · 2020 · 2021 · 2022 · 2023 · 2024